# Othmer-Goldmedaille
Die Othmer-Goldmedaille (Othmer Gold Medal) ist eine Auszeichnung des Science History Institute (bis 2017 Chemical Heritage Foundation), der American Chemical Society (ACS), des American Institute of Chemical Engineers (AIChE), des Chemists’ Club und der US-Sektion der Société de Chimie Industrielle für Beiträge zum Fortschritt der Chemie im weitesten Sinn, zum Beispiel als Unternehmer, Erfinder, in Bildung und Forschung, Öffentlichkeitsarbeit, Gesetzgebung und Philanthropie. Sie wird jährlich seit 1997 verliehen und ist nach Donald Othmer benannt, einem Industriechemiker und bedeutenden Förderer der Chemie in den USA. Die Medaille wird am Chemical Heritage Foundation Day (15. Mai) verliehen.
Der Empfänger kann außerdem eine Institution bestimmen, die die 26-bändige, von Othmer mit herausgegebene Kirk-Othmer Encyclopedia of Chemical Technology erhält.

## Preisträger
| - 1997 Ralph Landau - 1998 Mary L. Good - 1999 P. Roy Vagelos - 2000 Carl Djerassi - 2001 Gordon E. Moore - 2002 Robert S. Langer - 2003 John D. Baldeschwieler, George S. Hammond - 2004 Jon Huntsman senior - 2005 James D. Watson - 2006 Ronald Breslow - 2007 Thomas R. Cech - 2008 Yuan Tseh Lee - 2009 Ahmed Zewail - 2010 George M. Whitesides - 2011 Kazuo Inamori - 2012 Marye Anne Fox - 2013 Harry B. Gray - 2014 Kiran Mazumdar-Shaw - 2015 Phillip Sharp - 2016 Mukesh D. Ambani - 2017 Richard Zare - 2018 Joshua Boger - 2019 Sangeeta Bhatia - 2020 – - 2021 Carol Robinson - 2022 Jay Keasling - 2023 Geraldine Richmond - 2024 Paula T. Hammond - 2025 Graham Cooks | - Ralph Landau (1997) - Mary Lowe Good (1998) - P. Roy Vagelos (1999) (Foto von 2005) - Carl Djerassi (2000) (Foto von 2004) - Gordon Moore (2001) (Foto von 2004) - Robert Langer (2002) (Foto von 2008) - John D. Baldeschwieler (2003) (Foto von 2008) - George S. Hammond (2003) - Jon Huntsman, Sr. (2004) - James D. Watson (2005) - Ronald Breslow (2006) - Thomas Cech (2007) - Yuan Tseh Lee (2008) - Ahmed Zewail (2009) - George Whitesides (2010) - Kazuo Inamori (2011) - Marye Anne Fox (2012) - Harry Gray (2013) - Kiran Mazumdar-Shaw (2014) - Phillip Sharp (2015) (Foto von 2009) - Mukesh D. Ambani (2016) (Foto von 2007) - Richard Zare (2017) (Foto von 2015) - Joshua Boger (2018) (Foto von 2012) - Sangeeta Bhatia (2019) (Foto von 2019) - Jay Keasling (2022) (Foto von 2011) - Geraldine Richnmond (2023) (Foto von 2022) - Paula T. Hammond (2024) /(Foto von 2006) |